# Alucard

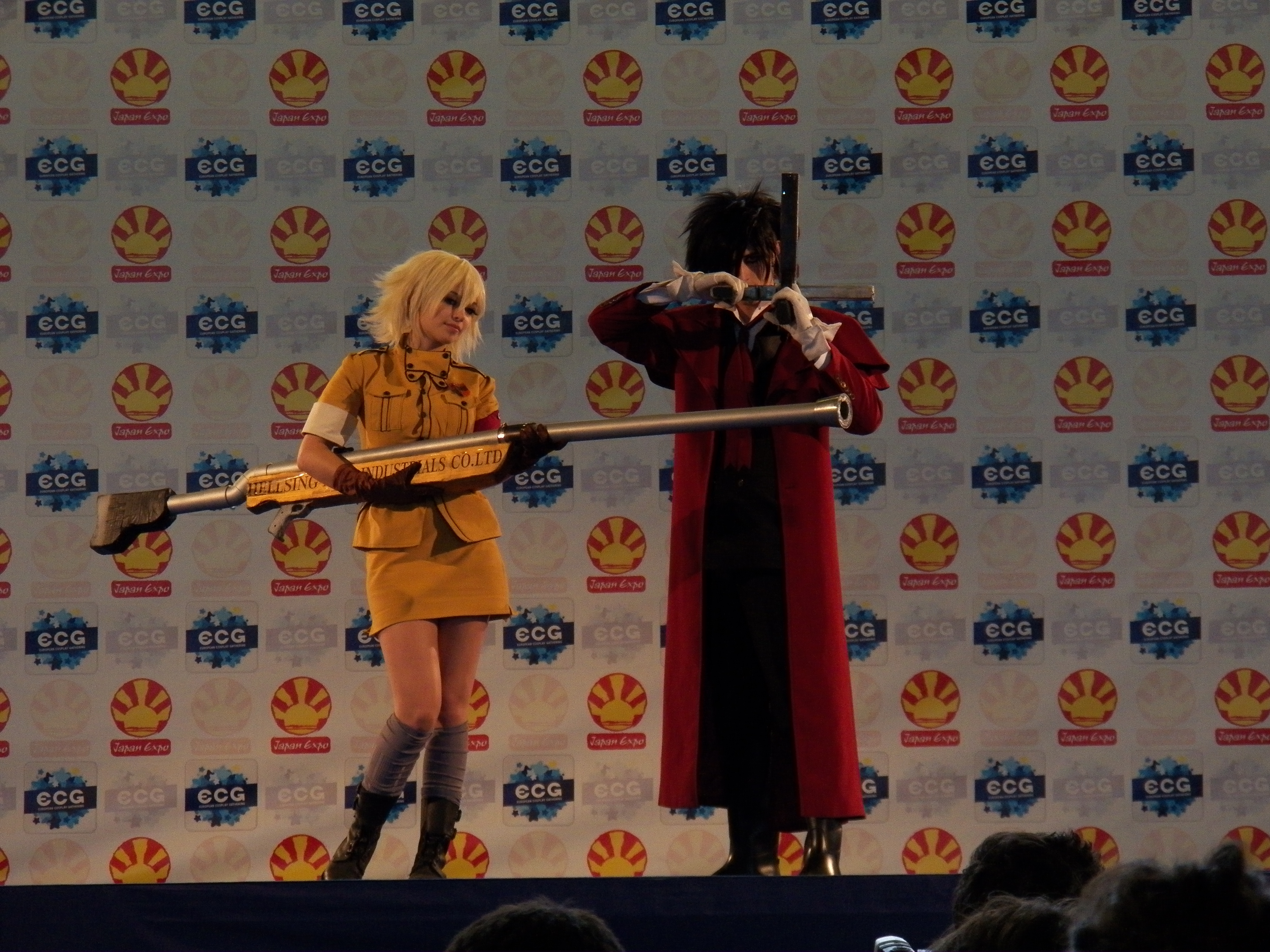
Alucardův cosplay

Alucard je fiktivní postava z japonského komiksu (mangy) a animovaného televizního seriálu (anime) Hellsing. Je upír, a jeho jméno je pozpátku Dracula.
Pracuje pro tajnou britskou vládní organizaci Hellsing, založenou Abrahámem van Helsingem pro boj proti upírům. Tuto organizaci vede lidská žena lady Integra Fairbrook Wingates Hellsing, která je jeho mistryní.
Je mistrem Victorie Seras, bývalé policistky (nyní také upíra). Kdyby ji neproměnil, zemřela by.

## Vzhled
Je velmi vysoký. Nosí vysoké černé boty, rudý plášť a klobouk se širokou krempou stejné barvy. Na rukou má bílé rukavičky se znakem organizace Hellsing. Kolem úzkého bledého obličeje s aristokratickým nosem mu vlají rovné černé vlasy neurčité délky (někdy má dlouhé vlasy a někdy krátké). Má rudé oči (jako takřka všichni upíři v tomto seriálu) a nosí kulaté oranžové brýle. Z tenkých bledých rtů mu přečnívají dva bělostné špičáky.
Často se ušklíbá či démonicky směje. Boj proti ostatním upírům (kteří se mu většinou nemohou rovnat) je pro něj nesmírná zábava.
Jeho zbraně jsou dvě pistole Joshua Casull a Jackal HK47, ráže 454 (13mm). Kulky jsou stříbrné a posvěcené.
Ve dne spí v rakvi, a když musí být vzhůru, je hrozně mrzutý. Přes moře cestuje letadlem, spící ve své rakvi.

## Schopnosti
Dokáže procházet zdí, má schopnost teleportace, levitace, telekineze, telepatie a hypnózy. Má nadlidskou sílu i výdrž, je superrychlý, má nadlidsky citlivé smysly. Umí létat nebo přinejmenším skákat tak, že to jako létání vypadá. Dokáže se proměnit v černé psy, netopýry, krysy či hmyz. Je prakticky nesmrtelný (abyste ho zabili, museli byste ho zabíjet přes padesát let). Jeho schopnost regenerace je spojená s měsíčním světlem či prolitou krví.
Je vysoce odolný nebo zcela imunní proti běžným slabostem upírů, včetně useknutí hlavy.
Tento seznam patrně není úplný, někdy se zdá že jeho schopnosti jsou neomezené a jen některé dosud nepotřeboval.